# Serbia na Zimowych Igrzyskach Olimpijskich 2018
Serbia na Zimowych Igrzyskach Olimpijskich 2018 – występ kadry sportowców reprezentujących Serbię na igrzyskach olimpijskich w Pjongczangu w 2018 roku.
W kadrze znalazło się czworo zawodników – trzech mężczyzn i jedna kobieta. Reprezentanci Serbii wystąpili w dziesięciu konkurencjach w dwóch dyscyplinach sportowych – biegach narciarskich i narciarstwie alpejskim.
Funkcję chorążego reprezentacji Serbii podczas ceremonii otwarcia i zamknięcia igrzysk pełniła alpejka Nevena Ignjatović. Reprezentacja Serbii weszła na stadion olimpijski jako 35. w kolejności, pomiędzy ekipami z San Marino i Szwecji.
Był to 3. start reprezentacji Serbii na zimowych igrzyskach olimpijskich i 7. start olimpijski, wliczając w to letnie występy. Wcześniej, do igrzysk w Turynie, Serbowie startowali w barwach Jugosławii oraz Serbii i Czarnogóry.

## Skład reprezentacji

### Biegi narciarskie
| Konkurencja                                         | Zawodnik     | Kwalifikacje | Kwalifikacje | Ćwierćfinały | Ćwierćfinały | Półfinały | Półfinały | Finały  | Finały  | Finały  |
| Konkurencja                                         | Zawodnik     | Czas         | Miejsce      | Czas         | Miejsce      | Czas      | Miejsce   | Czas    | Strata  | Miejsce |
| --------------------------------------------------- | ------------ | ------------ | ------------ | ------------ | ------------ | --------- | --------- | ------- | ------- | ------- |
| Sprint indywidualny mężczyzn stylem klasycznym      | Damir Rastić | 3:50,65      | 75. nq       | NQ           | NQ           | NQ        | NQ        | NQ      | NQ      | 75.     |
| Bieg indywidualny mężczyzn na 15 km stylem dowolnym | Damir Rastić | —            | —            | —            | —            | —         | —         | 37:47,5 | +4:03,6 | 68.     |

### Narciarstwo alpejskie
| Konkurencja              | Zawodnik          | Przejazd 1 | Przejazd 1 | Przejazd 2 | Przejazd 2 | Czas łączny | Miejsce |
| Konkurencja              | Zawodnik          | Czas       | Miejsce    | Czas       | Miejsce    | Czas łączny | Miejsce |
| ------------------------ | ----------------- | ---------- | ---------- | ---------- | ---------- | ----------- | ------- |
| Slalom kobiet            | Nevena Ignjatović | 52,10      | 27.        | 51,38      | 26.        | 1:43,48     | 26.     |
| Slalom gigant kobiet     | Nevena Ignjatović | 1:14,41    | 27.        | 1:10,99    | 25.        | 2:25,40     | 26.     |
| Superkombinacja kobiet   | Nevena Ignjatović | 1:42,88    | 16.        | 42,23      | 10.        | 2:25,11     | 14.     |
| Zjazd mężczyzn           | Marko Stevović    | —          | —          | —          | —          | 1:49,50     | 51.     |
| Zjazd mężczyzn           | Marko Vukićević   | —          | —          | —          | —          | 1:45,36     | 41.     |
| Slalom mężczyzn          | Marko Stevović    | DNF        | DNF        | DNS        | DNS        | DNF         | DNF1    |
| Slalom mężczyzn          | Marko Vukićević   | DNF        | DNF        | DNS        | DNS        | DNF         | DNF1    |
| Slalom gigant mężczyzn   | Marko Stevović    | 1:17,42    | 57.        | 1:15,79    | 42.        | 2:33,21     | 45.     |
| Slalom gigant mężczyzn   | Marko Vukićević   | 1:14,64    | 46.        | 1:16,71    | 48.        | 2:31,35     | 41.     |
| Supergigant mężczyzn     | Marko Stevović    | —          | —          | —          | —          | 1:31,70     | 46.     |
| Supergigant mężczyzn     | Marko Vukićević   | —          | —          | —          | —          | DNF         | DNF     |
| Superkombinacja mężczyzn | Marko Stevović    | 1:24,47    | 59.        | DSQ        | DSQ        | DSQ         | DSQ2    |
| Superkombinacja mężczyzn | Marko Vukićević   | 1:21,31    | 24.        | 50,43      | 27.        | 2:11,74     | 25.     |